# Joshua Prawer
Pour les articles homonymes, voir Prawer.
Joshua Prawer (en hébreu : יהושע פרַאוֶור), né le 10 novembre 1917 et mort le 30 avril 1990, est un historien israélien expert des Croisades et du Royaume de Jérusalem.
Son travail décrivait parfois la société croisée comme une prémisse à l'expansion colonialiste européenne subséquente. Il était aussi une figure importante de l'Enseignement supérieur israélien, l'un des fondateurs des universités de Haïfa et Ben Gourion, et l'un des réformateurs majeurs du système éducatif israélien.

## Biographie
Joshua Prawer est né en 1917 dans une famille marchande juive aisée à Będzin, petite ville de Silésie polonaise,. Il grandit en parlant polonais et allemand, et apprit l'hébreu, le français et le latin à l'école et, après avoir rejoint un groupe sioniste, également le yiddish. Il émigra en Palestine mandataire en 1936, où il apprit l'anglais, et devint étudiant en mathématiques à l'Université hébraïque de Jérusalem. Une invitation à étudier à l'université constituait en effet l'une des rares voies légales pour les Juifs d'entrer en Palestine sous mandat britannique en cette période. Sa mère mourut à l'aube de la Seconde Guerre mondiale, et la plus grande partie de sa famille durant la Shoah,.
Joshua Prawer réalisa qu'il n'était pas fait pour les mathématiques, et son père lui suggéra alors d'étudier l'histoire qu'il avait toujours appréciée auparavant au lycée. Son professeur, Richard Koebner, historien de l'impérialisme et anglophile, le poussa à étudier les colonies croisées de Terre sainte. Les liens qu'il entretenait avec Koebner ont instillés à Joshua Prawer son intérêt pour l'histoire des territoires et de la colonisation,. Joshua Prawer commença sa carrière d'enseignant à l'Université hébraïque en 1947 et, après avoir combattu lors du siège de Jérusalem en 1948, s'éleva bientôt dans la hiérarchie de l'Université,. Il devint doyen adjoint de la faculté de lettres de 1953 à 1955, professeur et titulaire de la chaire d'histoire médiévale en 1958, doyen de la faculté de lettres de 1962 à 1966, puis fut prorecteur (recteur adjoint) de l'université dans les années 1975 à 1978. Lors de son ascension, il réussit à faire de l'université un « centre mondial » pour les études sur les Croisades, et forma de nombreux futurs historiens israéliens dans cette thématique. Joshua Prawer a été décrit comme un formidable enseignant et conférencier qui alliait une préparation minutieuse à un style charismatique. Il était souvent invité à donner des conférences à l'étranger.

### Autres occupations
En plus de son activité professionnelle à l'Université hébraïque, Joshua Prawer a été impliqué dans la création d'institutions israéliennes d'enseignement supérieur, l'Université Ben Gourion du Néguev ainsi que, plus particulièrement, l'Université de Haïfa, où il fut le premier doyen et directeur académique de 1966 à 1968,.
Joshua Prawer fut également un contributeur clé de la politique gouvernementale israélienne. Entre 1957 et 1959, sur la demande de David Ben Gourion, il dirigea le Secrétariat pédagogique du Ministère de l'Éducation israélien qui était chargé d'établir de nouvelles normes pour l'Enseignement secondaire du pays. Il lutta contre les franchises de diplômes et pour une instruction obligatoire gratuite plus répandue, et donna une haute priorité à l'intégration sociale et aux droits des Séfarades. Durant cette période, et en tant que conseiller du ministre de l'Éducation Zalman Aranne, il aida à concevoir les principes de l'enseignement de la « conscience juive » qui furent introduits dans les parcours primaire et secondaire. n 1963-1965, il présida un comité d'experts portant son nom qui recommanda une réforme radicale du système éducatif israélien,. Ses suggestions comprenaient une intégration universelle de la maternelle pour les enfants défavorisés, un raccourcissement de l'école primaire à 6 niveaux, admission de tous les élèves dans des « collèges juniors » (niveau 7-9), augmentation de l'âge de l'instruction obligatoire à quinze ans (plus tard à dix-huit ans), création d'établissements adaptés de deux ou trois ans donnant des voies soit au travers d'un diplôme professionnel ou d'un certificat d'inscription, intégrer plus d'étudiants de classes sociales et aptitudes divers, et instituer une nouvelle division du curriculum au sein du Ministère de l'Éducation et de la Culture. Son plan a été approuvé par la Knesset et le gouvernement, qui y allouèrent des ressources importantes, et le programme commença à être mis en œuvre en été 1968.
Avec le professeur H. Hanani, Joshua Prawer créa les programmes préparatoires des universités mechina en 1963, qui était à l'origine destiné à fournir une année supplémentaire aux étudiants séfarades après la fin de leur service militaire, mais qui fut plus tard étendu aux étudiants formés à l'étranger et aux immigrants.
Joshua Prawer fut rédacteur en chef de l'Encyclopaedia Hebraica de 1967 à sa mort, le volume 21 étant le premier à être publié sous sa direction. Il conseilla et aida à définir le musée d'histoire de Jérusalem de la Tour de David, et fut appelé par le gouvernement comme conseiller pour les accords culturels avec les autres pays.

### Récompenses et distinctions
Dès 1967, Joshua Prawer fut président de la section littéraire de l'Académie israélienne des sciences et lettres, et élu comme membre correspondant de la Medieval Academy of America. Il fut également en 1974, Visiting Fellow du All Souls College d'Oxford, et en 1982, il fut distingué par un festschrift lui étant consacré comprenant les articles de vingt-deux historiens lors d'une conférence spéciale à Jérusalem. En 1987, il fut, avec ses collègues, l'hôte de la Deuxième conférence internationale de la Society for the Study of the Crusades and the Latin East.
Joshua Prawer fut également distingué par :
- l'obtention en 1969 du prix Israël en lettres[10].
- un doctorat honoris causa de l'Université de Montpellier en 1969[1].
- l'obtention du prix Rothschild en sciences en 1974[3].
- l'accession au grade de Chevalier de l'Ordre national du Mérite en 1974[3].
- l'obtention en 1989 du prix Yakir Yeroushalayim[4],[11].

Dans une entrevue accordée un an avant sa mort, Joshua Prawer indiquait que son message pour la Jérusalem d'aujourd'hui était que : « c'est une ville universelle, appartenant à toutes les cultures et époques conquérantes ». Joshua Prawer est mort à Jérusalem le 30 avril 1990.

## Recherche
Joshua Prawer faisait partie d'un groupe d'historiens, comprenant Claude Cahen et Jean Richard, qui libéra les études sur les croisades de la conception désuète de la société croisée comme exemple d'un féodalisme pur et immuable ayant émergé spontanément de la conquête. Cette perception, se basant sur celle des juristes féodaux du XIIIe siècle, fut celle des historiens modernes jusqu'au début des années 1930. Grâce au travail de Prawer, et particulièrement de ses articles du début des années 1950, et de ses collègues, la société croisée commença à être perçue comme dynamique, la noblesse y prenant graduellement le pas sur la monarchie. Les efforts combinés de ces historiens conduisirent à l'émergence d'une nouvelle recherche sur la société croisée. La recherche de Joshua Prawer s'étendit à une grande variété d'autres aspects des états croisés. Parmi ces thèmes, il traita les projets de développement foncier et les implantations urbaines, les quartiers italiens des cités portuaires, les types de propriétés foncières, et les questions légales des Assises de Jérusalem.
L'un des ouvrages les plus connus de Joshua Prawer est l'Histoire du Royaume Latin de Jérusalem, qui remporta le prix Gustave Schlumberger de l'Académie des inscriptions et belles-lettres. Ce livre en deux volumes présente les états latins d'Orient comme une société d'immigration laborieuse, et montre l'importance de l'immigration et de pénurie de main d'œuvre. Une autre de ses œuvres, The Latin Kingdom of Jerusalem: European Colonialism in the Middle Ages, conçue pour un public plus large, est plus controversée. Joshua Prawer y dépeint les Croisés comme une société d'immigrants francs vivant dans une ségrégation politique et sociale totale de la population musulmane et syro-chrétienne locale, et qualifia ce phénomène d'« apartheid ». Selon Joshua Prawer, c'est le refus des colons de l'assimilation culturelle et leur reconstruction d'une société de type européen sur un sol étranger, ainsi que la continuation d'institutions indigènes sans interaction, qui qualifie l'installation des Croisés comme colonialiste. Sa thèse est que l'économie, la société et les institutions des États latins sont mieux comprises à la lumière de leur statut colonial. Le livre Crusader Institutions de 1980 rassemblait un certain nombre de ses publications antérieures et se développait en se basant sur elles, avec ajout de révisions et de nouveaux chapitres. L'ouvrage poursuit son analyse du Royaume de Jérusalem comme un produit colonial européen mais attire l'attention sur cinq thèmes actuels, en employant les outils de la critique textuelle et du commentaire de sources. Son traitement du statut et du rôle administratif des bourgeois, qui n'avait pas été analysé aussi précisément auparavant, est particulièrement important. Dans ses dernières années, Joshua Prawer publia un livre sur un sujet très important pour lui, The History of the Jews in the Latin Kingdom of Jerusalem, qui examinait les communautés juives du Levant très repliées sur elles-mêmes, les controverses de philosophie juive dans lesquelles elles furent engagés, et leur espérance de restaurer Israël,.

## Comparaison du Sionisme aux Croisades
Une analogie a souvent été faite entre les Croisades européennes du Moyen Âge et le mouvement sioniste moderne. Cette perception, reprise par les médias et leaders politiques arabes, a aussi été discutée dans les milieux académiques israéliens. Joshua Prawer a été souvent sollicité pour commenter cette analogie, et indiquait alors qu'il existait une différence majeure : les Juifs colonisaient la terre et la travaillaient, alors que les Croisés régnaient sur un pays conquis exploités par la population native. Ronnie Hellenblum, conférencier à l'Université hébraïque[Laquelle ?], identifie un « objectif subliminal » dans le travail de Prawer consistant à créer une distinction entre les deux : « il écrit toujours à propos du manque de main d'œuvre chez les Croisés et sur leur non-implantation dans le pays ... Il prétend que leur présence était essentiellement urbaine, constituée d'une noblesse et de marchands. C'est pourquoi ils perdirent à la fin. Les implications sont évidentes : si nous apportons suffisamment d'immigrants, et si nous colonisons la terre, nous sommes tenus de réussir » (Ronnie Ellenblum lui-même avait montré que l'implantation croisée en Terre Sainte était bien plus étendue qu'initialement pensé, et a trouvé des preuves d'existence de centaines de fermes croisées). Il nota aussi que « si Joshua Prawer était vivant aujourd'hui, il nierait sans aucun doute toute filiation entre ses croyances politiques sionistes et le modèle de ségrégation qu'il a développé ».
Ziad J. Asali, qui considère le sionisme comme « l'héritier - quoiqu'illégitime - du mouvement croisé », va plus loin et écrit que Joshua Prawer « reconnaissait l'étendue des similarités entre les expériences individuelles et sociales des Croisés et des Sionistes. Plutôt que d'étudier la comparaison et de nier sa validité, il choisît d'étudier l'expérience croisée comme si elle était un modèle historique pouvant être complètement analysé et disséqué afin d'en sortir des bénéfices et d'éviter ses erreurs ». Selon l'auteur sioniste Yoram Hazony, cependant, c'est exactement en raison de la propension de Joshua Prawer à construire l'analogie qu'il le considère comme subvertissant le sionisme et comme un précurseur de la pensée postsioniste,. David Ohana, professeur d'histoire à l'Université Ben Gourion du Néguev rejetant l'analogie entre Croisés et Sionistes, écrit que le sujet est maintenant devenu une mise à l'épreuve pour clarifier la perception de quelqu'un sur le sionisme, avec des post-sionistes faisant librement l'analogie et des sympathisants envers le sionisme qui le rejettent.

## Publications choisies
- Histoire du Royaume latin de Jérusalem, traduit de l'hébreu par Gérard Nahon, Paris, Éditions du CNRS, 1969, tome 1 : Les croisades et le premier royaume latin, tome 2 : le second royaume latin (lire en ligne)..
- Le monde byzantin, Paris, Éditions du CNRS, 1970
- (en) The Latin kingdom of Jerusalem: European colonialism in the Middle Ages, Londres, Weidenfeld and Nicolson, 1972
- (en) The world of the Crusaders, Londres, Weidenfeld and Nicolson, 1972
- (en) Crusader institutions, Oxford, Clarendon Press, 1980
- (en) The History of the Jews in the Latin Kingdom of Jerusalem, Oxford, Clarendon Press, 1988